# 1 Serpentis
1 Serpentis (1 Ser) je červený obr v souhvězdí Panny o zdánlivé hvězdné velikosti 5,5m. Nachází se  v červené skupině v Hertzsprungově–Russellově diagramu hvězd, jejímž jádru fúzuje helium. Poloměr má 13krát větší než Slunce, povrchovou teplotu má 4 581 K, je 77krát jasnější než Slunce a nachází se ve vzdálenosti 322 světelných let. Označení Serpentis má proto, že před ustavením moderních souhvězdí Mezinárodní astronomickou unií byla zařazována do souhvězdí Hada. 
V minulosti měla hvězda také Bayerovo označení M Serpentis. Když bylo souhvězdí Hadonoše a Hada rozděleny do různých souhvězdí, hvězda s Flamsteedovým označením 1 Serpentis byl ponechána za hranicí v souhvězdí Vah. Od té doby se mírně posunula a nyní je v souhvězdí Panny.
William Herschel objevil průvodce vzdáleného 86 úhlových minut. Je ve stejné vzdálenosti jako 1 Ser a sdílí s ní společný pohyb. Je pravděpodobné, že se jedná o fyzického společníka, a obě hvězdy dělí vzdálenost 8 600 AU. Má spektrální třídu G5 IV a má menší hmotnost i jasnost než Slunce. 
Trochu větší úhlové vzdálenosti se nachází hvězda 10. velikosti, která je také uvedena ve více katalozích hvězd, ale jedná se jen o náhodnou hvězdu v pozadí.